# Clementina (kommun)
Clementina är en kommun i Brasilien.   Den ligger i delstaten São Paulo, i den södra delen av landet, 700 km söder om huvudstaden Brasília. Antalet invånare är 7 064.
Följande samhällen finns i Clementina:
- Clementina

Trakten runt Clementina består i huvudsak av gräsmarker. Runt Clementina är det ganska glesbefolkat, med 31 invånare per kvadratkilometer.